# 制造自动化协议
制造自动化协议（Manufacturing Automation Protocol，MAP）是1982年发布的一种计算机网络标准，用于实现多厂商设备的互联。该标准由通用汽车开发，旨在解决供应商在自动化产品（例如可编程控制器）中所使用的不兼容通信标准问题。到1985年，已成功进行了互操作性演示，并有21家厂商推出了MAP产品。1986年，波音公司将其“Technical Office Protocol”与MAP标准合并，合并后的标准被称为“MAP/TOP”。从1982年首次发布至1987年推出MAP 3.0，标准经历了多次重大修订，这些技术变更使得不同版本之间的互操作性变得困难。
尽管通用汽车、波音公司等厂商曾大力推广并采用MAP，但其市场份额最终被当时流行的以太网标准取代，未能获得广泛应用。造成这一局面的原因包括协议规范频繁变动、MAP接口链路成本高昂，以及令牌传递网络带来的速度损失。MAP所采用的令牌总线网络协议后来演变为IEEE 802.4标准，但由于行业关注度不足，该标准委员会于2004年解散。